# 分水
分水（ぶんすい）とは、同一の水源あるいは水路から新たな水路を引いて灌漑や生活用水を分配すること。河川の氾濫防止のために別の水路（放水路）を開いて放水することを含む場合もある。

## 歴史
古代から中世にかけては分水地点や用水路に水分神を祀る神社が設けられ、神社およびそこの神職・神人が分水を管理した。中世に入ると、荘園領主や在地領主に支配権が移り、更に有力農民や郷村組織に管理権が移ることになるが、この時代になると用水の分配やその実現のための手段や用水料の支払などを巡って地域間の対立（水論）も激しくなった。このため、水路の幅や水路に通じる堰や水門の開放時間が地域ごとに制約を受ける番水（ばんすい）の仕組が整備され、特に水量の少ない時期や地域においては厳密な流水量の計測と取水量の調整が行われた。だが、こうした努力をもってしても、水の確保が生産活動や日常生活に大きな影響を与えるために分水を巡る地域間の対立、特に分水に有利な上流部と不利な下流部の対立はしばしば発生し、後世においても用いられた「我田引水」の語に代表される水の争奪も珍しくはなかった。また、江戸時代に入ると、河川氾濫防止や水運振興のために分水路・排水路の構築も行われるようになるが、更なる分水は利害関係者の対立を激化させた。こうした、問題が解決されるようになるのは近代的な治水技術の導入によって河川整備が行われる明治以降のことになる。

## 例
- 吉野川分水（奈良県）